# NGC 7145
NGC 7145 é uma galáxia elíptica (E) localizada na direcção da constelação de Grus. Possui uma declinação de -47° 52' 57" e uma ascensão recta de 21 horas, 53 minutos e 20,5 segundos.
A galáxia NGC 7145 foi descoberta em 2 de Outubro de 1834 por John Herschel.